# Johan van der Woude (politicus)
Johannes (Johan) van der Woude (Groningen, 13 juni 1919 – Heerlen, 3 april 1997) was een Nederlands politicus van de PvdA.
Hij was medisch analist bij het Academisch Ziekenhuis Groningen (AZG) en werd tijdelijk uitgeleend om in Limburg een instituut op te zetten voor medische keuringen van mijnwerkers op arbeidsongeschiktheid die verband hield met de longziekte silicose. Hij zou echter de rest van zijn loopbaan in Limburg blijven. Van 1941 tot 1966 was hij chef van het laboratorium van de 'Medische Dienst der Gezamenlijke Steenkolenmijnen' in Heerlen-Treebeek en daarnaast was hij actief in de politiek. Zo was hij vanaf 1946 bijna twintig jaar secretaris van het PvdA gewest Limburg en vanaf 1954 twaalf jaar lid van de Heerlense gemeenteraad. De laatste vier jaar daarvan was hij daar wethouder en daarmee, afgezien van de periode dat er kort na de Tweede Wereldoorlog in Nederland noodgemeenteraden waren, de eerste PvdA-wethouder van Limburg. In 1962 kwam Van der Woude in de Provinciale Staten van Limburg en in 1966 werd hij de eerste PvdA-gedupeerde in Limburg. In 1978 eindigde dat na een conflict. Daarop werd hij waarnemend burgemeester van Elsloo. In 1982 ging die gemeente op in de gemeente Stein waarmee zijn functie kwam ter vervallen. In 1997 overleed Van der Woude op 77-jarige leeftijd.
- Nederlandse Thesaurus van Auteursnamen: 073042218
- Virtual International Authority File: 286086574
- WorldCat: E39PBJgX9hhGqymmkM9jdjtqcP